# Dlhý vrch
Dlhý vrch este o arie protejată (arie specială de conservare — SAC, sit de importanță comunitară — SCI) din Slovacia întinsă pe o suprafață de 4,58 ha, integral pe uscat.

## Localizare
Centrul sitului Dlhý vrch este situat la coordonatele 48°34′58″N 20°50′24″E / 48.582825°N 20.840064°E.

## Înființare
Situl Dlhý vrch a fost declarat sit de importanță comunitară în septembrie 2015 pentru a proteja 1 specie de plante. Situl a fost protejat și ca arie specială de conservare în octombrie 2017.

## Biodiversitate
Situată în ecoregiunea panonică, aria protejată conține 7 habitate naturale: Tufărișuri subcontinentale peripanonice, Păduri panonice cu Quercus pubescens, Pajiști carstice calcaroase sau bazofile, de Alysso-Sedion albi, Pajiști panonice carstice (Stipo-Festucetalia pallentis), Pajiști stepice subpanonice, Pante stâncoase calcaroase cu vegetație casmofită, Pajiști uscate seminaturale și facies de acoperire cu tufișuri pe substraturi calcaroase (Festuco-Brometalia) (* situri importante pentru orhidee).
La baza desemnării sitului se află o specie protejată de  plante: Onosma tornensis.